# Revue philosophique de la France et de l’étranger

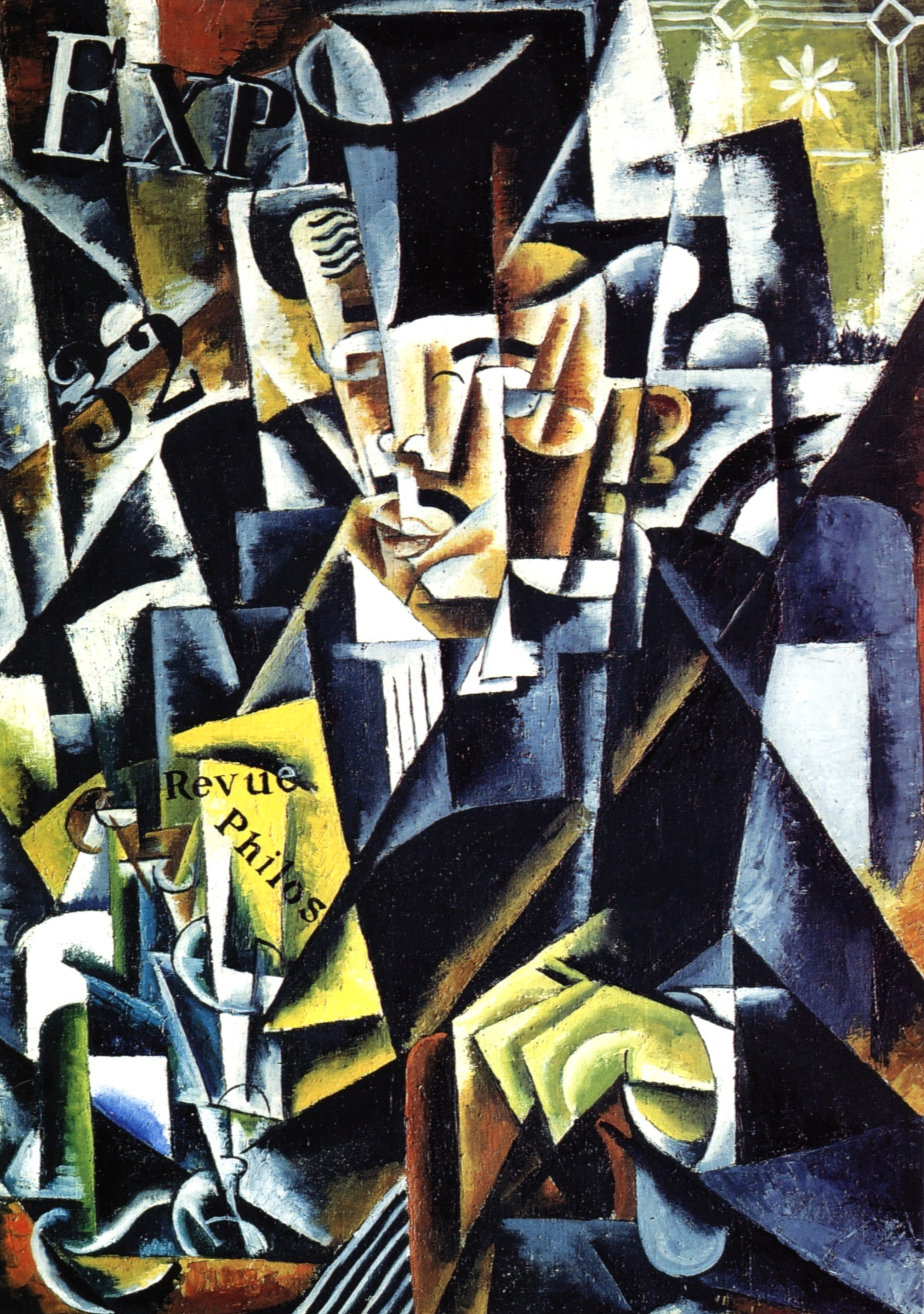
Darstellung einer Ausgabe auf einem Gemälde von Ljubow Popowa, Porträt eines Philosophen, 1915

Die Revue philosophique de la France et de l’étranger (Philosophische Zeitschrift für Frankreich und das Ausland) ist eine akademische Zeitschrift, die 1876 von Théodule Armand Ribot gegründet wurde. Sie wurde von Lucien Lévy-Bruhl, Émile Bréhier, Paul Masson-Oursel und Pierre-Maxime Schuhl fortgesetzt. Ursprünglich wurde sie monatlich veröffentlicht, dann für dreißig Jahre zweiwöchentlich und schließlich vierteljährlich. Sie wird derzeit von Yvon Brès und Dominique Merllié herausgegeben und von den Presses universitaires de France veröffentlicht.